# Sabata (ville)
Pour les articles homonymes, voir Sabata.
Sabata, (aussi appelée « Sabdata », « Sabatha » et « Sabach ») était une ancienne ville de Sittacène et d'Assyrie dont les principales sources nous viennent de Pline l'Ancien. Elle était probablement la même ville que l'historien Zosime appelait « Σαβαθά » (Sabatha), car elles étaient géographiquement confondues. Ce même historien décrit Sabata comme 30 fois plus grande que l'ancienne Séleucie. Dans son œuvre, l'historien et géographe Aboul Féda mentionne lui aussi Sabata sous le nom de Sabach.

## Source
- Le grand dictionnaire geographique et critique

- (en) Cet article est partiellement ou en totalité issu de l’article de Wikipédia en anglais intitulé « Sabata (city) » (voir la liste des auteurs).